# Nadine Gonska
Nadine Gonska (Duisburgo, 23 de enero de 1990) es una deportista de Alemania que compite en atletismo.
Ganó una medalla de bronce en el Campeonato Mundial de Carreras de Relevos de 2015, en la prueba de 4 × 200 m. Participó en dos Juegos Olímpicos de Verano, en Río de Janeiro 2016 y Tokio 2020.